# Las Cabezas de San Juan
Las Cabezas de San Juan är en ort i Spanien.   Den ligger i provinsen Provincia de Sevilla och regionen Andalusien, i den sydvästra delen av landet, 400 km söder om huvudstaden Madrid. Las Cabezas de San Juan ligger 46 meter över havet och antalet invånare är 16 464.
Terrängen runt Las Cabezas de San Juan är platt. Runt Las Cabezas de San Juan är det ganska tätbefolkat, med 67 invånare per kvadratkilometer. Närmaste större samhälle är Los Palacios y Villafranca, 19,8 km norr om Las Cabezas de San Juan. Trakten runt Las Cabezas de San Juan består till största delen av jordbruksmark.